# Xanthoparmelia vendensis
Xanthoparmelia vendensis är en lavart som beskrevs av Hale. Xanthoparmelia vendensis ingår i släktet Xanthoparmelia och familjen Parmeliaceae.   Inga underarter finns listade i Catalogue of Life.